# Mihai Drăgușin
Mihai Drăgușin (n. 5 ianuarie 1984, București, România) este un portar român de polo pe apă.  La Jocurile Olimpice de vară din 2012, el a concurat pentru echipa națională masculină de polo pe apă a României. El a concurat, de asemenea, la Campionatul Mondial de Acvatice din 2011.